# Брок, Оле Якоб
Оле Якоб Брок (норв. Ole Jacob Broch; 1818—1889) — норвежский математик, физик, экономист, педагог и политический деятель.

## Биография
Оле Якоб Брок родился 14 января 1818 года в Фредрикстаде в семье Иогана Иёргена Брока (норв. Johan Jørgen Broch; 1791—1860), офицера, пользовавшегося в своем отечестве большим уважением в качестве политического писателя и члена стортинга.
Учился в Христиании (ныне Осло), жил долгое время в Париже и потом путешествовал по Бельгии, Германии, Швейцарии и Верхней Италии.
Осенью 1842 году он основал в Осло, вместе с Ниссеном, Латинскую и Реальную школы, в 1843—52 был учителем в военной школе и с 1853 в высшем военном училище.

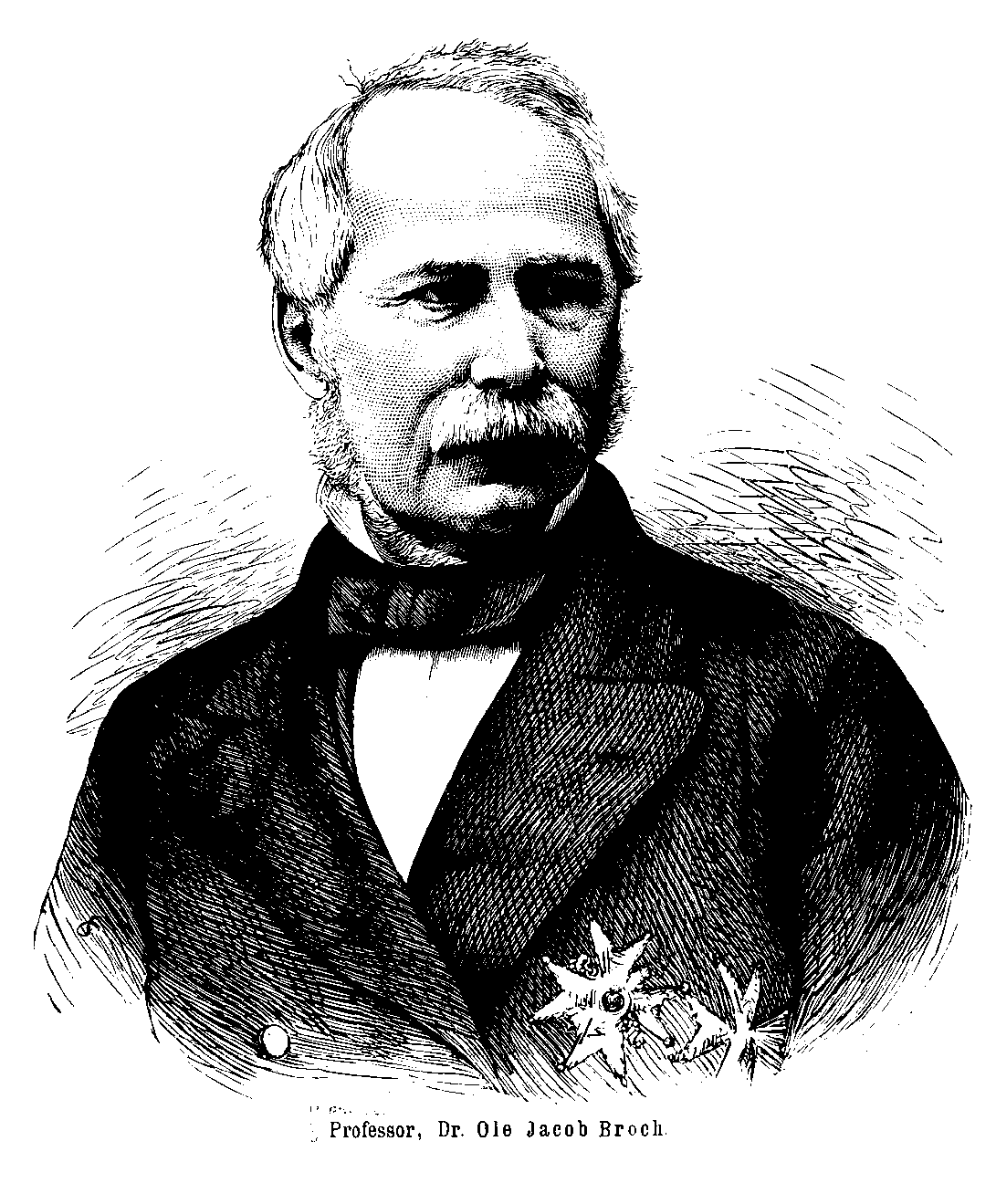
Оле Якоб Брок

В декабре 1848 года он занял место лектора чистой математики в Христианийском университете и с 1858 года состоял там профессором.
Кроме того, в 1852 году он вступил в число членов совета директоров ипотечного банка, в декабре 1855 года принял на себя главное управление норвежскими железными дорогами и в 1859 году был назначен руководителем незадолго до того учреждённого Норвежского кредитного банка.
В стортинге, где в 1862—1869 гг. Брок был представителем норвежской столицы, он участвовал в обсуждении важнейших вопросов и активно поддерживал предложение о постройке железных дорог.
В 1869 году он был приглашён в кабинет министров и принял на себя управление морским и почтовым департаментом, но в 1872 году вышел в отставку и возвратился к своим университетским занятиям.
В 1879—1889 годах возглавлял Международное бюро мер и весов.В последние годы Брок часто был официальным делегатом Норвегии на международных выставках и конгрессах.
Помимо множества статей, помещенных в периодических изданиях и журналах ученых обществ по вопросам математики, механики и оптики.
Оле Якоб Брок умер 5 февраля 1889 года в коммуне Севр близ Парижа.

## Избранная библиография
- «Laerebog i Trigonometrien» (Христ., 1851);
- «Plangeometri» (Христ., 1854, 3 изд., 1863);
- «Lehrbuch der Mechanik» (2 тома, Берлин, 1850—54);
- «Laerebog i Arithmetik» (2 изд., Христиания, 1862);
- «Forelaesninger over den hoeiere Mathematik» (Осло, 1861);
- «Statistisk Arbog for Kongeriget Norge» (Осло, 1867—71).